# Quadragesimo anno
A Quadragesimo anno XI. Piusz pápa szociális enciklikája

## Az enciklika megszületése
A Quadragesmio anno szociális enciklikát XI. Piusz pápa jelentette meg 1931. május 15-én. Elnevezése arra utal, hogy negyven évvel korábban látott napvilágot XIII. Leó pápa Rerum novarum körlevele, mely szintén társadalmi, gazdasági kérdésekkel foglalkozott.
XI. Piusz szándéka az volt, hogy levonva az azóta eltelt évtizedekben bekövetkezett változások (mint például a monopolkapitalizmus erősödése, az 1929-ben kezdődő nagy gazdasági világválság, a dolgozók fokozódó elszegényedése, a totalitárius állameszme térhódítása) tanulságait, újrafogalmazza a katolikus egyház szociális tanítását.
A körlevélben kifejtett eszmék nagyrészt Gustav Gundlach jezsuita és az úgynevezett „Königswinteri kör“ (főként Oswald von Nell-Breuning) előkészítő munkájára alapultak.  Végeredményként egy olyan dokumentum született, amely kimondta: nem egyedi és esetenkénti reformokra van szükség, hanem a gazdasági struktúra gyökeres átalakítására és ennek nyomán új társadalmi rend létrehozására.

## Az enciklika tartalma

### Az első része
Áttekinti a Rerum novarum megszületésének körülményeit, méltatja XIII. Leó úttörő munkásságát, megismétli és megerősíti fontosabb és bevált gondolatait, bemutatja hatását az egyház életére, az állam tevékenységére, és a szakszervezetek munkájára.

### A második rész
Ismerteti az egyház tanítását a gazdaságról és a társadalomról, ezen belül tárgyalja a magántulajdon egyéni és társadalmi szerepét és elismeri annak jogosságát. Az állam nem szüntetheti meg a jogot a magántulajdonra, de szabályozhatja, adott esetben a köz érdekében korlátozhatja annak használatát.
Kifejti, hogy a tőke és a munka, a munkaadók és a munkavállalók egymásra vannak utalva. A munka és a tőke együttműködéséből származó jövedelemnek a közjót kell szolgálnia. Meg kell szüntetni a munkavállalók nyomorát („proletártalanítás“), ennek érdekében a munkavállalókat tulajdonhoz kell juttatni, a tulajdonviszonyokat kiegyenlítettebbé kell tenni. Az igazságos munkabérnek nem csak a munkateljesítményhez kell igazodnia, hanem biztosítania kell a munkásnak és családjának biztonságos megélhetését. Szorgalmazza a körlevél, hogy a munkavállaló kapjon rész vállalat tulajdonából.
A szociális reform járjon együtt szerkezeti, szemléletbeli és erkölcsi javulással. A gazdasági élet szabályozó elve nem lehet sem az osztályharc, sem a szabadverseny, hanem a szociális igazságosság (iustitia socialis) és a szociális szeretet (caritas socialis) legyen a társadalmi, gazdasági berendezkedés vezérlő elve.

Az enciklikában hangsúlyosan szó van arról, hogy minden társadalmi tevékenységnek érvényesülnie kell a szubszidiaritás elvének, vagyis amit a társadalom kisebb egysége el tud végezni, azt ne vonja a magasabb egység saját hatáskörébe.
„Amit az egyes egyének saját erejükből és képességeik révén meg tudnak valósítani, azt hatáskörükből kivenni, és a közösségre bízni tilos. Éppen így mindazt, amit egy kisebb és alacsonyabb szinten szerveződött közösség képes végrehajtani és ellátni, egy nagyobb és magasabb szinten szerveződött társulásra áthárítani - jogszerűtlenség, és egyúttal súlyos bűn, a társadalom helyes rendjének fölforgatása…”. 
Ennek az elvnek az érvényesülése nem teszi lehetővé totalitárius államszervezet kialakítását.

A körlevél részletesen tárgyalja a hivatásrendiség eszméjét, amelynek a célja, hogy megszüntesse tőke és munka, a tőkések és munkások közötti harcokat, megteremtse a kiegyenlítődés feltételeit. Eszerint a társadalmat nem az vagyoni különbségeket alapuló osztályok alapján kell megszervezni, hanem társadalmi hivatásuk, foglalkozásuk alapján kell az érdekegyeztetést megvalósító testületeket létrehozni. Ahogy a körlevél fogalmaz: 
„… a társadalmi szervezetben olyan jól rendezett szerveket, rendiségi alakulatokat (kell) teremteni, amelyekben az egyének nem a munkaerőpiacon betöltött szerepük szerint tagozódnak be, hanem ténylegesen gyakorolt társadalmi funkciójuk különbözősége szerint. Hiszen az a természetes út, hogy miképpen az egymás közelében élők községeket hoznak létre, úgy azok is, akik ugyanazt a szakmát vagy hivatást gyakorolják, akár a gazdaságban, akár másféle munkakörben dolgoznak, valamiféle szervezetbe, testületbe tömörüljenek.”
Ily módon a tőkés és munkás azonos érdekcsoportokba kerül. A hivatásrendiség, a körlevél szerint, a diktatúra és osztályharc helyett az osztálybéke megvalósulását szolgálja, mivel az egyes társadalmi osztályok egyenrangúságán alapul.
A körlevél felhívja a figyelmet arra is, hogy az igazságos és szociálisan érzékeny gazdasági és társadalmi rendnek korlátoznia kell a bizonyos határokon belül jogosnak és hasznosnak tekinthető gazdasági versenyt.

### A harmadik rész
Elutasítja a szocializmus mindkét formáját (azaz mind a radikális marxizmust-kommunizmust, mind a mérsékelt demokratikus szocializmust) bár elismeri, hogy a mérsékelt szocializmusnak vannak olyan jellemzői, melyek közel állnak a kívánatos keresztény szociális reformelvekhez, mégis, egészében véve a szocializmus és a keresztény társadalom-felfogás között áthidalhatatlan az ellentét.

A körlevél írója figyelmeztetett: ha a társadalmi, gazdasági reformok nem keresztény lelkületből fakadnak, 
„… akkor minden fáradozás hiábavaló lesz és az épület nem sziklára, hanem szétfolyó homokra épül.”

## Az enciklika hatása Magyarországon
A Quadragesimo anno a 20. század első felének egyik legfontosabb pápai megnyilvánulásává vált, melynek nyomán jelentős szociális mozgalmak indultak meg világszerte, de főként Európában.
Magyarországon elsősorban a Nyugat-Európában tanult fiatal jezsuiták váltak a megújuló szociális mozgalmak motorjává. Páter Kerkai Jenő és Nagy Töhötöm és néhány lelkes világi munkatársa indította el a KALOT-mozgalmat, mely egy évtized alatt európai viszonylatban is páratlan nagyságú agrárifjúsági szervezetté vált, Páter Varga László volt a hivatásrendiséget megvalósítani kívánó EMSZO és a Magyar Dolgozók Országos Hivatásszervezete egyik eszmei irányítója és elméleti megalapozója.
Ahogy Gergely Jenő történész fogalmazott: „… úgy kívántak ezek a hazai keresztény szociális mozgalmak hatékonyabb gátat építeni a baloldali, ateista forradalmi törekvésekkel szemben, hogy egyben gátat építsenek a szintúgy új pogány náci és nyilas jobboldali radikalizmus ellenében is. Ezek az új típusú katolikus tömegszervezetek az 1930-as évek közepén jelentek meg, s közülük egyesek még a háborút is túlélték, befolyásuk pedig több százezer katolikusra terjedt ki.”
Ezeknek a nagy reményeket keltő mozgalmaknak a működését először a nyilasok korlátoztak, majd a kommunista diktatúrában állami erőszakkal betiltották, vezetőiket emigrációba kényszerítették vagy börtönbe csukták.